# 列索西比爾斯克
列索西比爾斯克（Лесосиби́рск）是俄羅斯克拉斯諾亞爾斯克邊疆區的一個城市，位於葉尼塞河畔。2021年人口55,730人。
1975年1月15日建市。有支線鐵路連接西伯利亞鐵路。
58°14′9″N 92°28′58″E / 58.23583°N 92.48278°E
1. ↑  https://rosstat.gov.ru/storage/mediabank/tab-5_VPN-2020.xlsx